# Philippe Gauthier (athlétisme)
Pour les articles homonymes, voir Philippe Gauthier et Gauthier.
Philippe Gauthier (né le 15 novembre 1956 à Paris) est un athlète français, spécialiste du 3 000 m steeple.

## Palmarès
- 14 sélections en équipe de France A
- 13 sélections en équipe de France Jeunes

Championnats de France Élite :

- 2 fois vainqueur du 3 000 m steeple en 1977 et en 1979.

En 1979, il remporte également la médaille de bronze du 3 000 m steeple lors des Jeux méditerranéens de Split.

## Records
| Épreuve         | Performance   | Lieu  | Date |
| --------------- | ------------- | ----- | ---- |
| 3 000 m steeple | 8 min 27 s 26 | Split | 1979 |